# 19. leden
19. leden je 19. den roku podle gregoriánského kalendáře. Do konce roku zbývá 346 dní (347 v přestupném roce). Svátek v Česku má Doubravka.

## Události

### Česko
- 1354 – Karel IV. osvobodil pražské obchodníky od cel vybíraných v německých městech zemí říše. Doplňkem pak 10.3. císař nařídil, že pražští kupci mají mít stejné svobody jako kupci norimberští.
- 1924 – Začal vycházet obnovený časopis Českobratrské církve evangelické Český bratr.
- 1942 – Reinhard Heydrich zrušil „občanský výjimečný stav“ v protektorátu. Státní prezident Emil Hácha současně jmenoval novou protektorátní vládu. Premiérem Protektorátu Čechy a Morava se stal Jaroslav Krejčí.
- 1945 – Státní prezident Emil Hácha jmenoval poslední vládu Protektorátu Čechy a Morava. Premiérem se stal Richard Bienert.
- 1969 – Jan Palach zemřel na následky těžkých popálenin ze 16. ledna
- 1993 – Česká republika a Slovensko se staly členy Organizace spojených národů.
- 2007
  - Druhá vláda Mirka Topolánka získala důvěru.
  - Nad Českem se přehnala bouře Kyrill

### Svět
- 0379 – Theodosius I. se stává římským císařem.
- 1419 – Francouzské město Rouen se vzdalo Jindřichu V. ve stoleté válce.
- 1563 – V Německu vyšel Heidelberský katechismus, vycházející z kalvínovské tradice a brzo byl akceptován ve všech reformovaných kostelech po celé Evropě.
- 1806 – Mys Dobré naděje obsadila Velká Británie.
- 1945
  - V Polsku byl vydán rozkaz k rozpuštění Zemské armády.
  - Rudá armáda osvobodila Prešov a Košice.
- 1978 – V německém Emdenu byla ukončena evropská výroba automobilu Volkswagen Brouk
- 1983 – Revoluční osobní počítač Apple Lisa byl uveden na trh.
- 1988 – havaroval let trans Colorado 2286
- 2006
  - Byla vypuštěna planetární sonda New Horizons určená k výzkumu Pluta.
  - Při havárii slovenského letadla An-24 zemřelo 42 z 43 vojáků vracejících se z mírové mise KFOR.

## Narození
Automatický abecedně řazený seznam viz Kategorie:Narození 19. ledna

### Česko

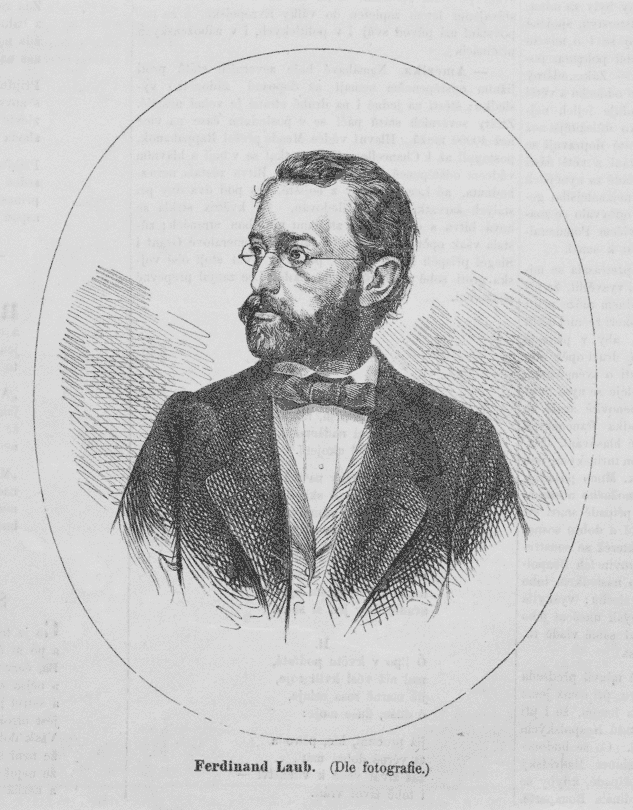
Ferdinand Laub (* 1832)

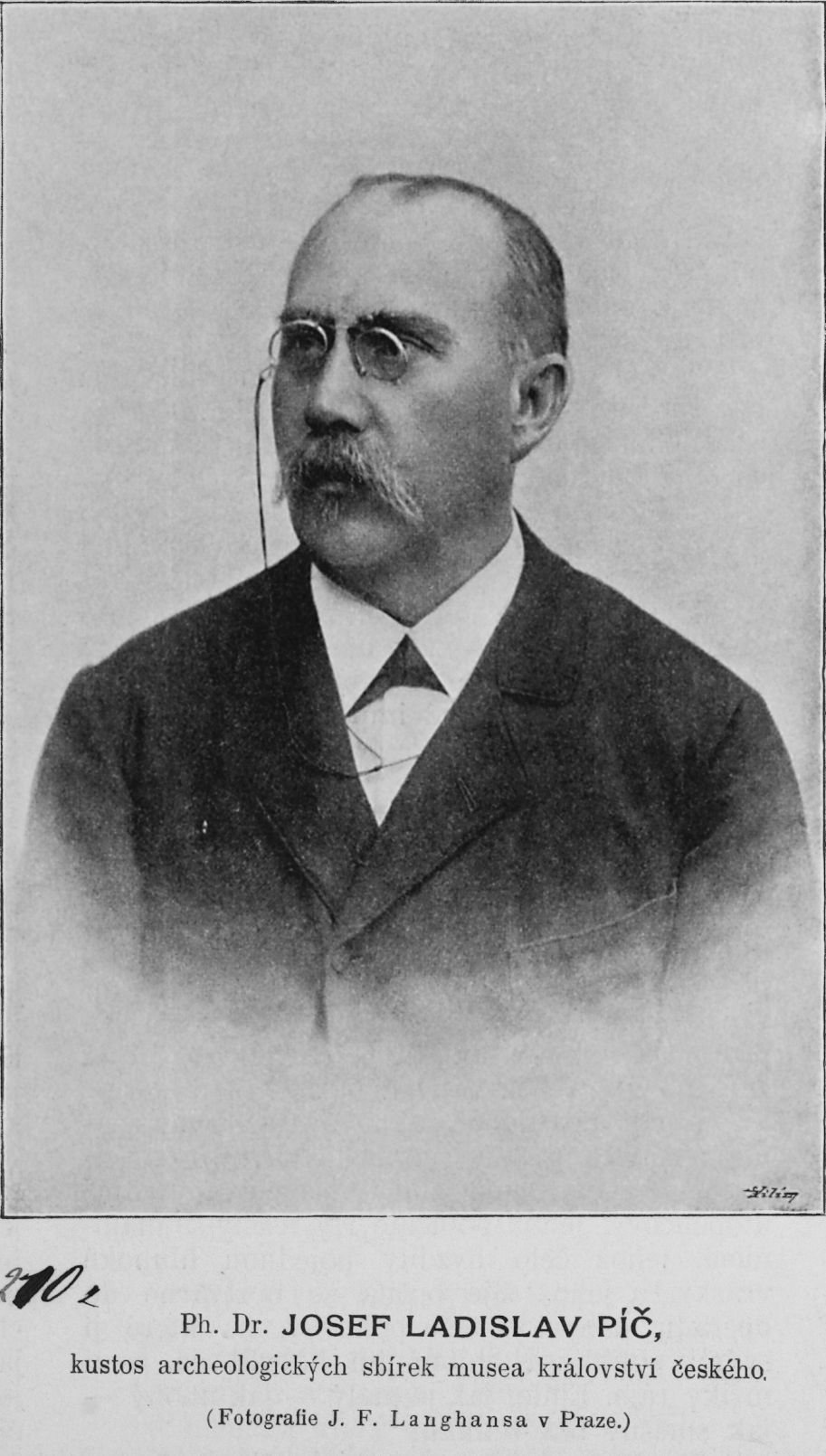
Josef Ladislav Píč (* 1847)

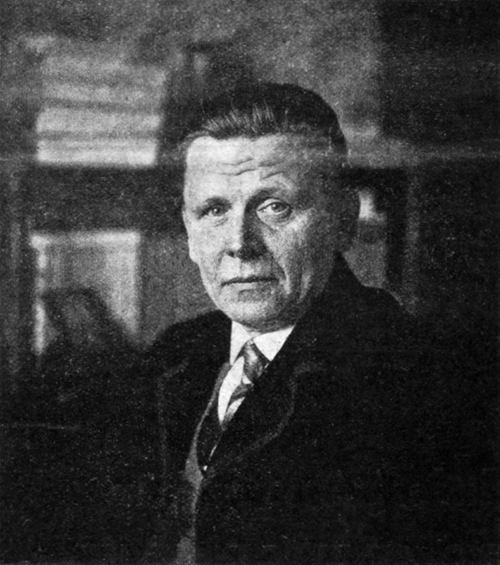
Fráňa Šrámek (* 1877)

- 1806 – Václav Jindřich Veit, hudební skladatel († 17. února 1864)
- 1832 – Ferdinand Laub, houslista a hudební skladatel († 17. března 1875)
- 1837 – Ludvík Šimek, sochař († 25. ledna 1886)
- 1844 – Ferdinand Tadra, historik († 19. března 1910)
- 1847 – Josef Ladislav Píč, spoluzakladatel české archeologie († 19. prosince 1911)
- 1848 – František Janiš, teolog († 4. září 1910)
- 1850 – Jan Hellich, farmakolog, přírodovědec, archeolog a vlastivědný pracovník († 30. září 1951)
- 1862 – Rudolf Králíček, generál československé armády († 4. ledna 1946)
- 1863 – T. E. Tisovský, spisovatel († 23. března 1939)
- 1867
  - Ferdinand Hrejsa, evangelický teolog a historik († 5. listopadu 1953)
  - Duchoslav Panýrek, chirurg, autor knih s lékařskou tematikou († 27. prosince 1940)
- 1869
  - Antonín Heveroch, psychiatr a neurolog († 2. března 1927)
  - František Pavel, kladenský starosta († 11. června 1939)
- 1871 – Jaroslav Hilbert, dramatik, spisovatel († 10. května 1936)
- 1877 – Fráňa Šrámek, spisovatel a dramatik († 1. července 1952)
- 1883 – Františka Kolářová-Vlčková, spisovatelka († 16. února 1956)
- 1898 – Václav Vích, kameraman († 14. září 1966)
- 1916 – Jan Ryska, spisovatel, pedagog a publicista († 14. prosince 1983)
- 1917 – Bohuslav Grabovský, voják a příslušník výsadku Intransitive († 28. října 1944)
- 1919 – Josef Künzl, voják a příslušník výsadku Chalk († 17. února 2007)
- 1920 – Andrej Barčák, ministr zahraničního obchodu ČSSR († 23. července 1984)
- 1922
  - Taťjana Hašková, překladatelka († 4. března 1985)
  - Bohumil Soudský, archeolog († 15. ledna 1976)
- 1927 – Bernard František Palka, převor kláštera premonstrátů v Nové Říši († 31. prosince 2015)
- 1929 – Josef Bieberle, historik († 12. ledna 2018)
- 1930 – Květoslav Chvatík, filozof, estetik a literární teoretik († 16. ledna 2012)
- 1933 – Robert Sak, historik († 14. srpna 2018)
- 1936 – Bořivoj Penc, herec († 26. června 2018)
- 1938 – Ivo Mička, novinář a spisovatel († 13. dubna 2012)
- 1939 – Jiří Zahajský, herec († 19. července 2007)
- 1940 – Jan Lipa, olašský král († 15. října 2012)
- 1942
  - Josef Hrdlička, pomocný biskup olomoucký
  - Gabriela Wilhelmová, herečka († 14. října 2002)
- 1944 – František Knebort, fotbalista
- 1953 – Vladimír Oppl, sochař a medailér
- 1954 – Dušan Hlaváček, slovenský zpěvák a podnikatel
- 1958 – Milena Bartlová, historička umění
- 1964 – Milan Peroutka, bubeník († 4. května 2013)
- 1966 – Ondřej Malý, herec
- 1981 – Michal Macek, fotbalový záložník

### Svět

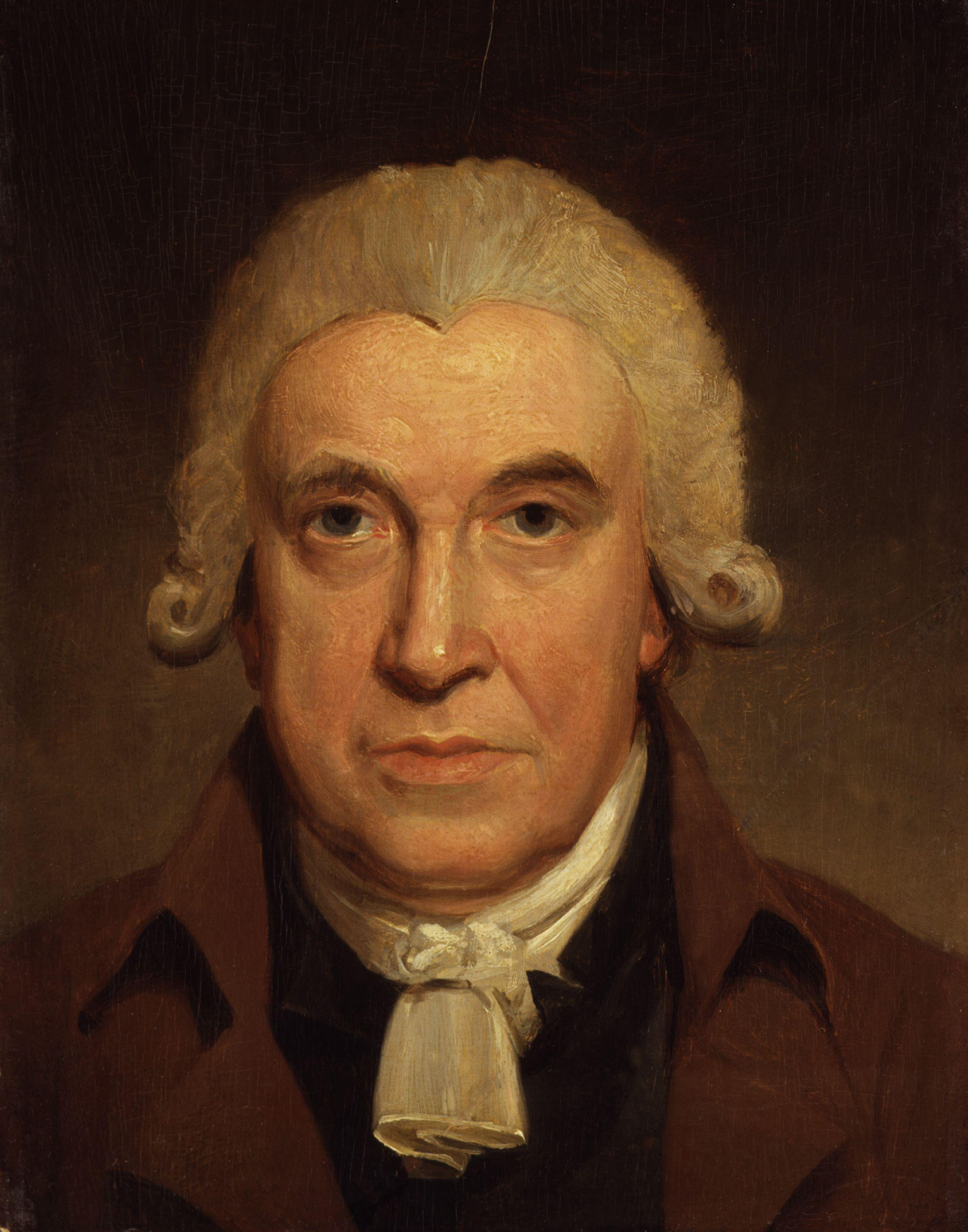
James Watt (* 1736)

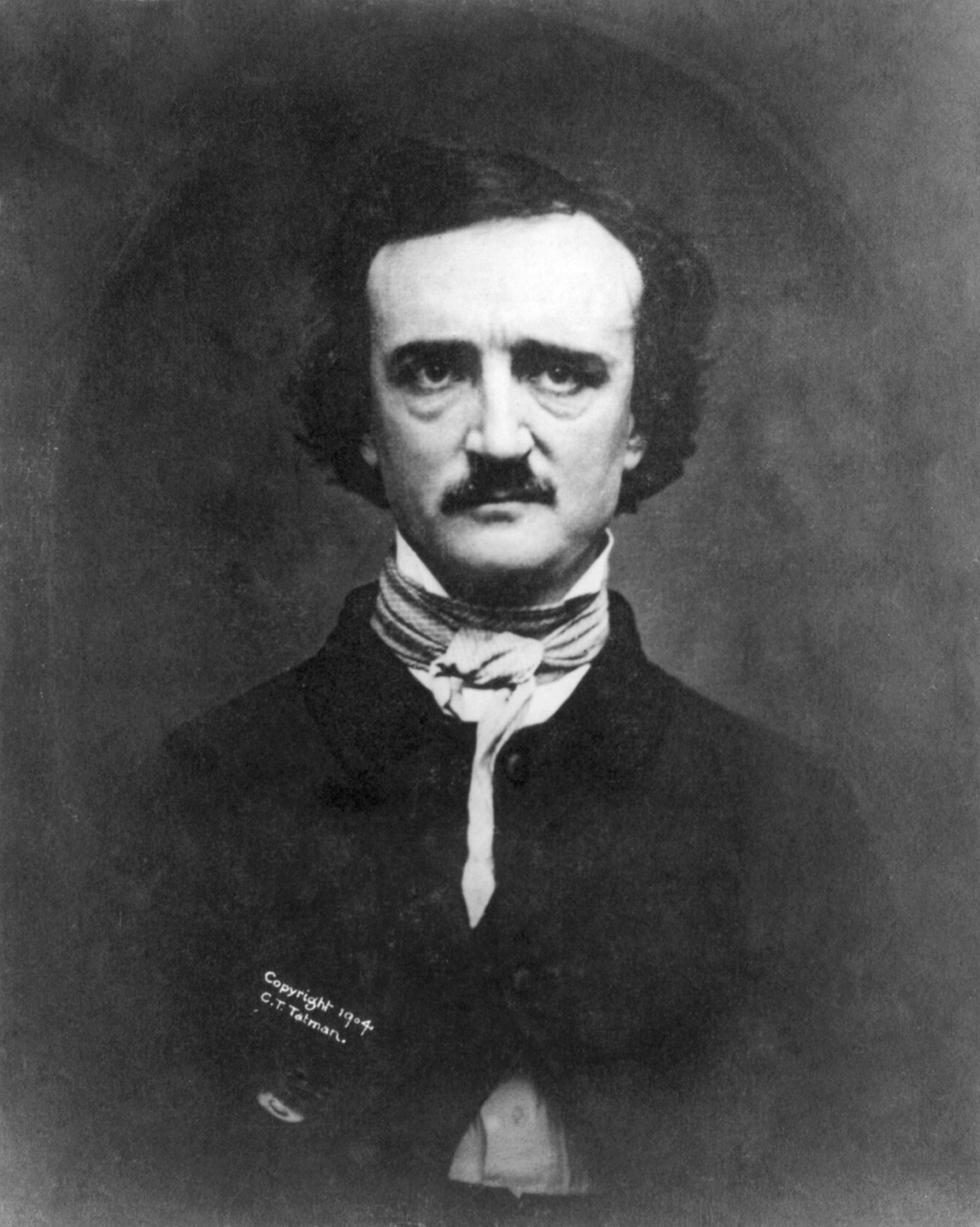
Edgar Allan Poe (* 1809)

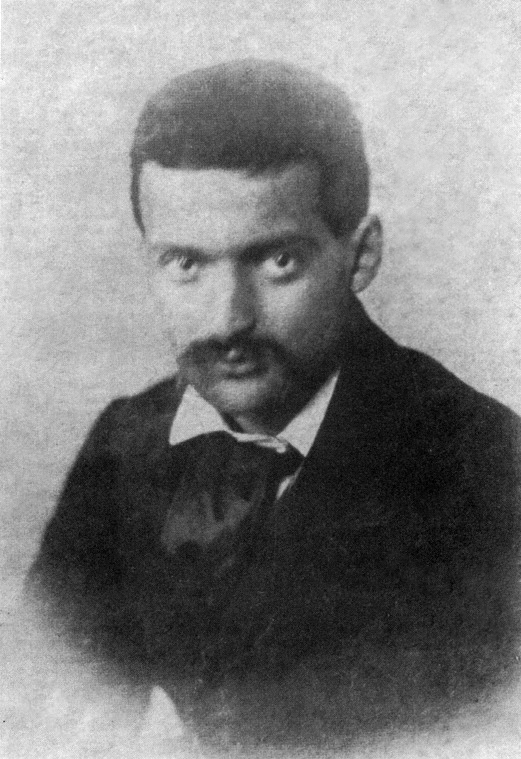
Paul Cézanne (* 1839)

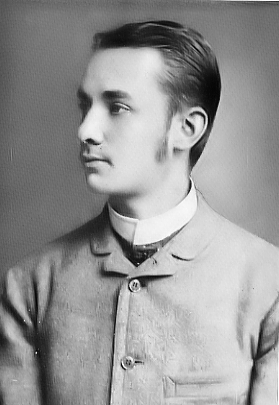
Gustav Meyrink (* 1868)

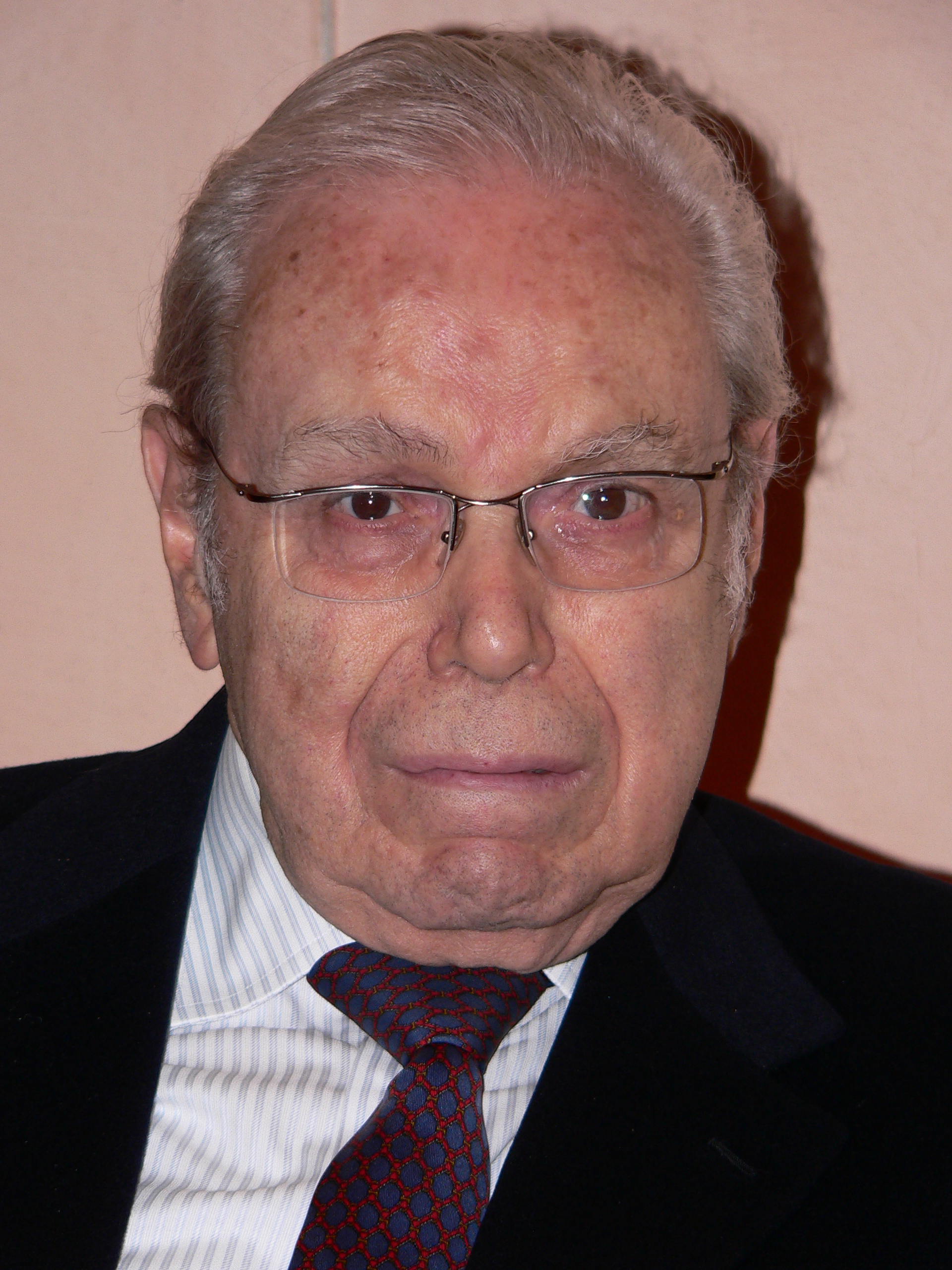
Javier Pérez de Cuéllar (* 1920)

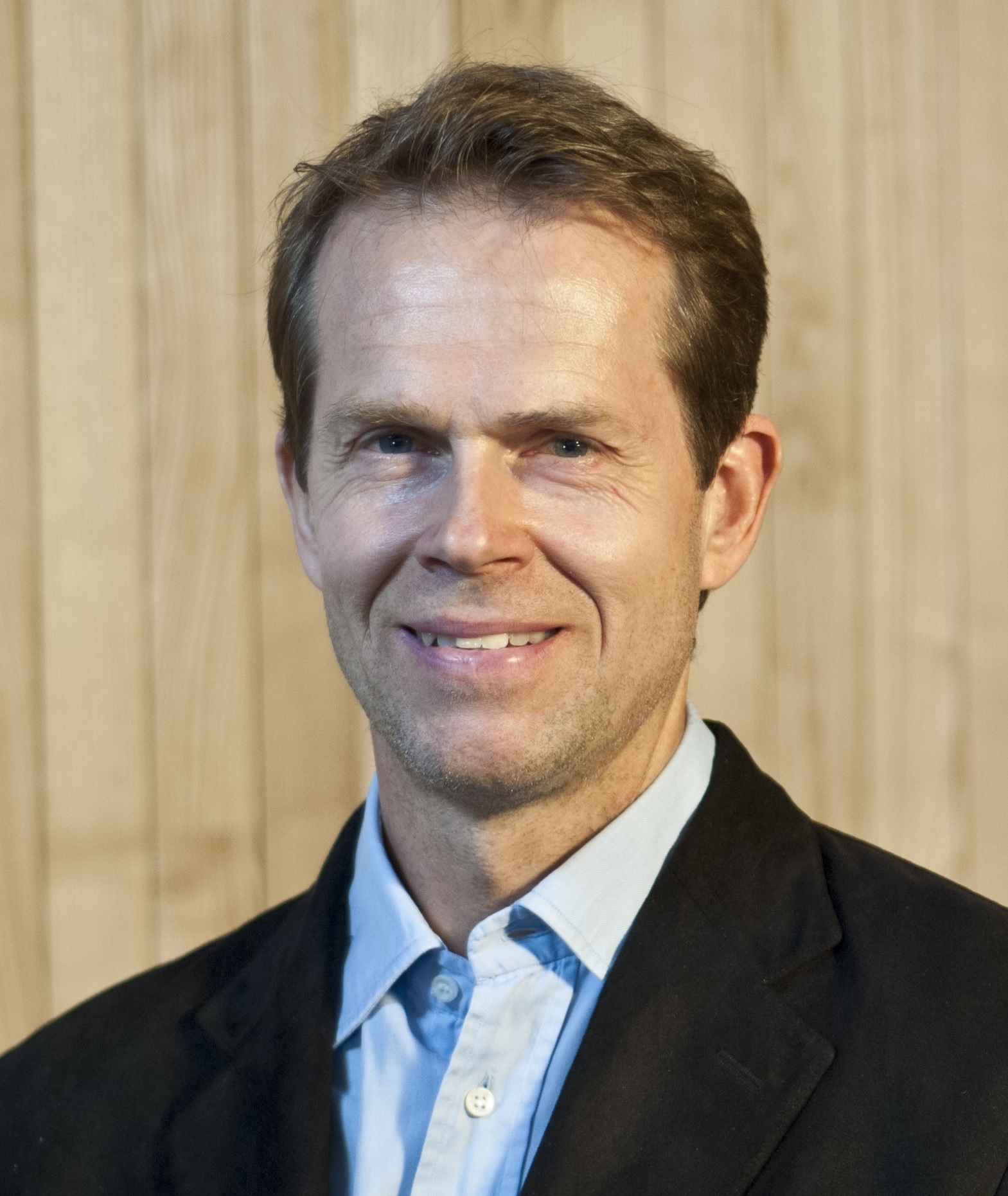
Stefan Edberg (* 1946)

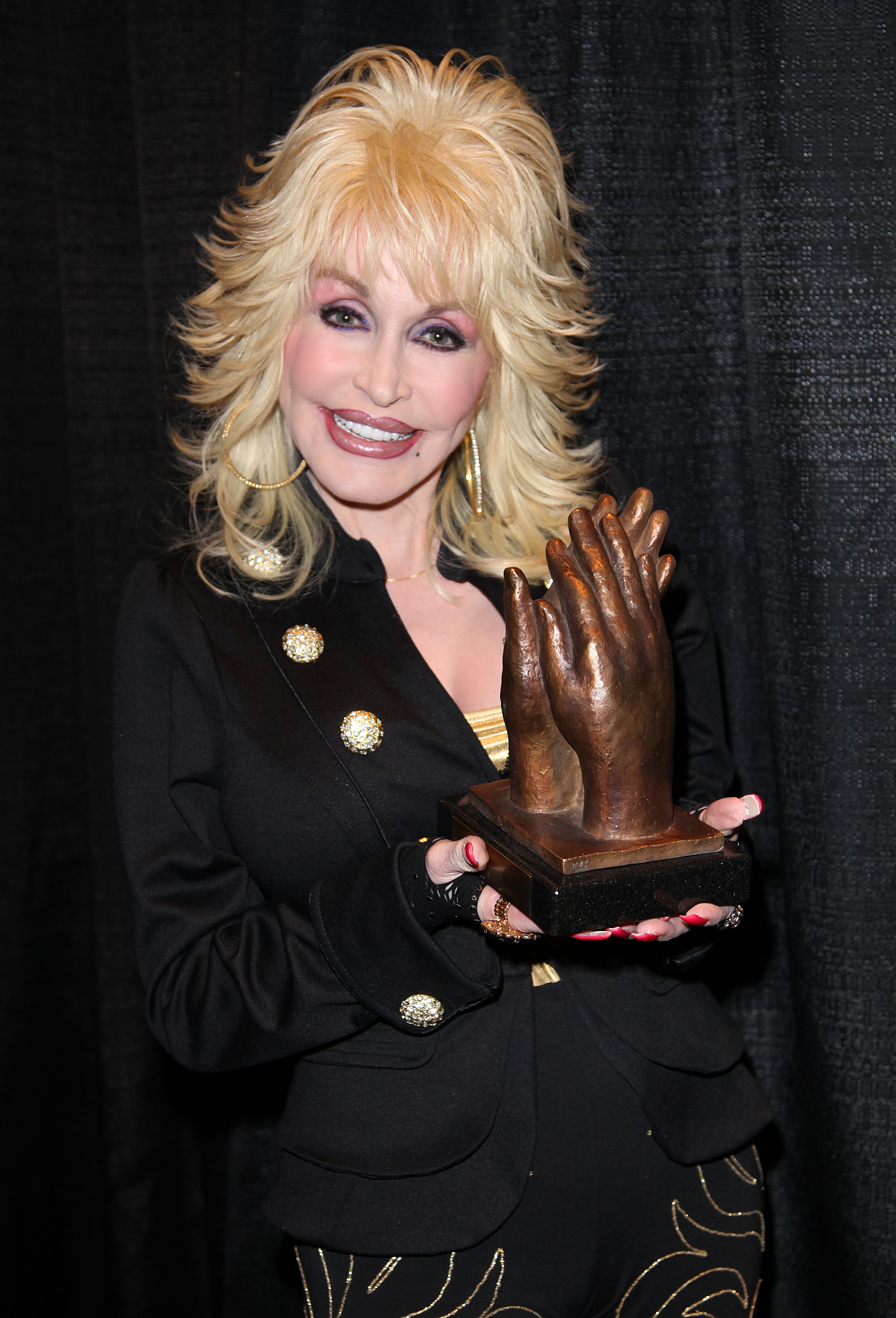
Dolly Parton (* 1966)

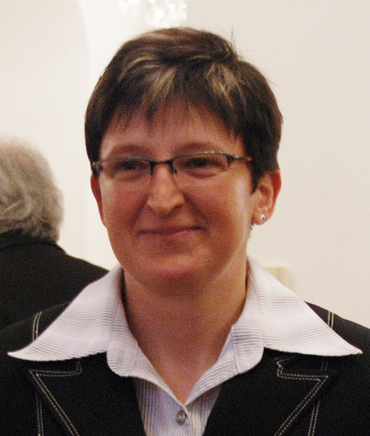
Elena Kaliská (* 1972)

- 0399 – Aelia Pulcheria, dcera východořímského císaře Arcadia a jeho ženy Aelie Eudoxie († červenec 453)
- 1200 – Dógen Zendži, japonský zenový mistr († 22. září 1253)
- 1544 – František II. Francouzský, francouzský král († 5. prosince 1560)
- 1736 – James Watt, skotský mechanik a fyzik, vynálezce moderního parního stroje († 19. srpna 1819)
- 1747 – Johann Elert Bode, německý astronom († 23. listopadu 1826)
- 1785 – Pavel Württemberský, princ württemberský († 16. dubna 1852)
- 1798 – Auguste Comte, francouzský myslitel († 5. září 1857)
- 1807 – Robert Edward Lee, americký generál († 12. října 1870)
- 1809 – Edgar Allan Poe, americký spisovatel († 7. října 1849)
- 1813 – Henry Bessemer, anglický vynálezce († 15. března 1898)
- 1833 – Alfred Clebsch, německý matematik († 7. listopadu 1872)
- 1838 – Ernst Bareuther, rakousko-uherský politik († 17. srpna 1905)
- 1839 – Paul Cézanne, francouzský malíř († 22. října 1906)
- 1842 – Konrad Eubel, německý historik († 5. února 1923)
- 1845 – Richard Buchta, rakouský cestovatel († 29. července 1894)
- 1847 – Milovan Glišić, srbský spisovatel († 1. února 1908)
- 1851
  - Jacobus Kapteyn, nizozemský astronom († 18. června 1922)
  - David Starr Jordan, americký zoolog a botanik († 19. září 1931)
- 1855 – Thomas Andrew, novozélandský fotograf († 7. srpna 1939)
- 1863 – Werner Sombart, německý sociolog a ekonom († 18. května 1941)
- 1865 – Valentin Alexandrovič Serov, ruský malíř a grafik († 5. prosince 1911)
- 1868 – Gustav Meyrink, rakouský spisovatel († 4. prosince 1932)
- 1874
  - Jean de Tinan, francouzský spisovatel a novinář († 18. listopadu 1898)
  - Bruno Paul, německý kreslíř a architekt († 17. srpna 1968)
- 1876 – Thit Jensenová, dánská spisovatelka († 24. května 1957)
- 1878 – Herbert Chapman, anglický fotbalista a fotbalový manažer († 6. ledna 1934)
- 1879 – Guido Fubini, italský matematik († 6. června 1943)
- 1883 – Hermann Abendroth, německý dirigent († 29. května 1956)
- 1886 – Vladimir Levstik, slovinský spisovatel († 23. prosince 1957)
- 1890 – Elmer Niklander, finský olympijský vítěz v hodu diskem († 12. listopadu 1942)
- 1895 – Arthur Coningham, velitel letectva při bitvě o Normandii († 30. ledna 1948)
- 1897
  - Karl Kerényi, maďarský, německy píšící klasický filolog a religionista († 14. dubna 1973)
  - Emil Maurice, zakládající člen NSDAP, osobní strážný, řidič i přítel Adolfa Hitlera († 6. února 1972)
  - Paavo Talvela, finský generál († 30. září 1973)
- 1900 – Štefan Barnáš, slovenský biskup a filozof († 19. dubna 1964)
- 1901 – Dunc Munro, kanadský hokejista, zlato na OH 1924 († 3. ledna 1958)
- 1902 – Georgij Aleksandrovič Ostrogorskij, jugoslávský historik († 24. října 1976)
- 1904 – Pchej Wen-čung, čínský paleontolog, archeolog a antropolog († 18. září 1982)
- 1906 – Hans Loewald, americký psychoanalytik († 9. ledna 1993)
- 1908 – Alexandr Gennaďjevič Kuroš, sovětský matematik († 18. května 1971)
- 1911 – Garrett Birkhoff, americký matematik († 22. listopadu 1996)
- 1912
  - Leonid Kantorovič, sovětský matematik a ekonom, Nobelova cena za ekonomii 1975 († 7. dubna 1986)
  - Jaroslav Stecko, ukrajinský nacionalistický politik († 5. července 1986)
- 1914 – Bob Gérard, britský pilot Formule 1 († 26. ledna 1990)
- 1916 – Brion Gysin, anglický malíř a básník († 13. července 1986)
- 1917 – Jozef Lacko, slovenský architekt a pedagog († 9. září 1978)
- 1918
  - Joseph Marie Anthony Cordeiro, arcibiskup Karáčí, pákistánský kardinál († 11. února 1994)
  - Eric Lambert, anglo-australský spisovatel († 16. dubna 1966)
- 1919
  - Joan Brossa, katalánský básník, spisovatel, dramatik, grafik († 30. prosince 1998)
  - Vladimír Reisel, slovenský básník a diplomat († 1. září 2007)
- 1920 – Javier Pérez de Cuéllar, peruánský diplomat, generální tajemník OSN († 4. března 2020)
- 1921 – Patricia Highsmithová, americká spisovatelka († 4. února 1995)
- 1922 – Jerzy Kawalerowicz, polský filmový režisér († 27. prosince 2007)
- 1924 – Jean-François Revel, francouzský filosof († 28. dubna 2006)
- 1931 – Horace Parlan, americký klavírista († 23. února 2017)
- 1932 – Richard Lester, britský režisér amerického původu
- 1936 – Willie Smith, americký bluesový zpěvák, bubeník a hráč na foukací harmoniku († 16. září 2011)
- 1937
  - Birgitta Švédská, sestra švédského krále Karla XVI. Gustava
  - Joseph Nye, americký politolog
- 1938 – Richard Rokyta, český fyziolog
- 1940 – Paolo Borsellino, italský prokurátor a bojovník proti italské mafii († 19. července 1992)
- 1941 – Pat Patterson, kanadský profesionální wrestler († 2. prosince 2020)
- 1942 – Michael Crawford, anglický herec a zpěvák
- 1943 – Janis Joplin, americká bluesová a rocková zpěvačka a kytaristka († 4. října 1970)
- 1944
  - Shelley Fabaresová, americká herečka a zpěvačka
  - Thom Mayne, americký architekt
- 1946
  - Julian Barnes, anglický spisovatel
  - Dolly Parton, americká country zpěvačka a skladatelka, herečka
- 1947
  - Rod Evans, zakládající člen skupiny Deep Purple
  - John G. Perry, britský zpěvák a baskytarista
- 1949
  - Ginger Gilmour, americká výtvarnice
  - Robert Palmer, anglický zpěvák-písničkář († 26. září 2003)
- 1954
  - Ulrich Werner Grimm, německý novinář a spisovatel
  - Katey Sagal, americká herečka
  - Cindy Shermanová, americká fotografka a filmová režisérka
- 1955
  - Andrej Ferko, slovenský spisovatel a matematik
  - Simon Rattle, britský dirigent
- 1958 – Thomas Gsella, německý satirik a spisovatel
- 1959
  - Jeff Pilson, americký basový kytarista
  - Sofie Habsburská, italská módní návrhářka
- 1960 – Al Joyner, americký atlet, olympijský vítěz v trojskoku
- 1962 – Vasja Bajc, slovinský skokan na lyžích a trenér
- 1966
  - Stefan Edberg, švédský tenista
  - Lena Philipsson, švédská zpěvačka
  - Eugene Ivanov, ruský malíř žijící v Praze
  - Antoine Fuqua, americký režisér
- 1969 – Predrag Mijatović, srbský fotbalista
- 1972
  - Drea de Matteo, americká herečka
  - Elena Kaliská, slovenská vodní slalomářka
- 1976 – Tarso Marques, brazilský motorový závodník
- 1977 – Lauren Etame Mayer, kamerunský fotbalista
- 1979 – Světlana Chorkinová, ruská sportovní gymnastka
- 1980 – Jenson Button, britský pilot Formule 1
- 1982 – Jodie Sweetin, americká herečka
- 1984 – Thomas Vanek, rakouský hokejista v USA
- 1985
  - Olga Kaniskinová, ruská atletka
  - Jaroslav Koma, slovenský hokejový obránce
  - Horia Tecău, rumunský tenista
- 1992
  - Shawn Johnsonová, americká sportovní gymnastka
  - Arman Ter-Minasyan, ruský sportovní lezec arménského původu

## Úmrtí
Automatický abecedně řazený seznam viz Kategorie:Úmrtí 19. ledna

### Česko

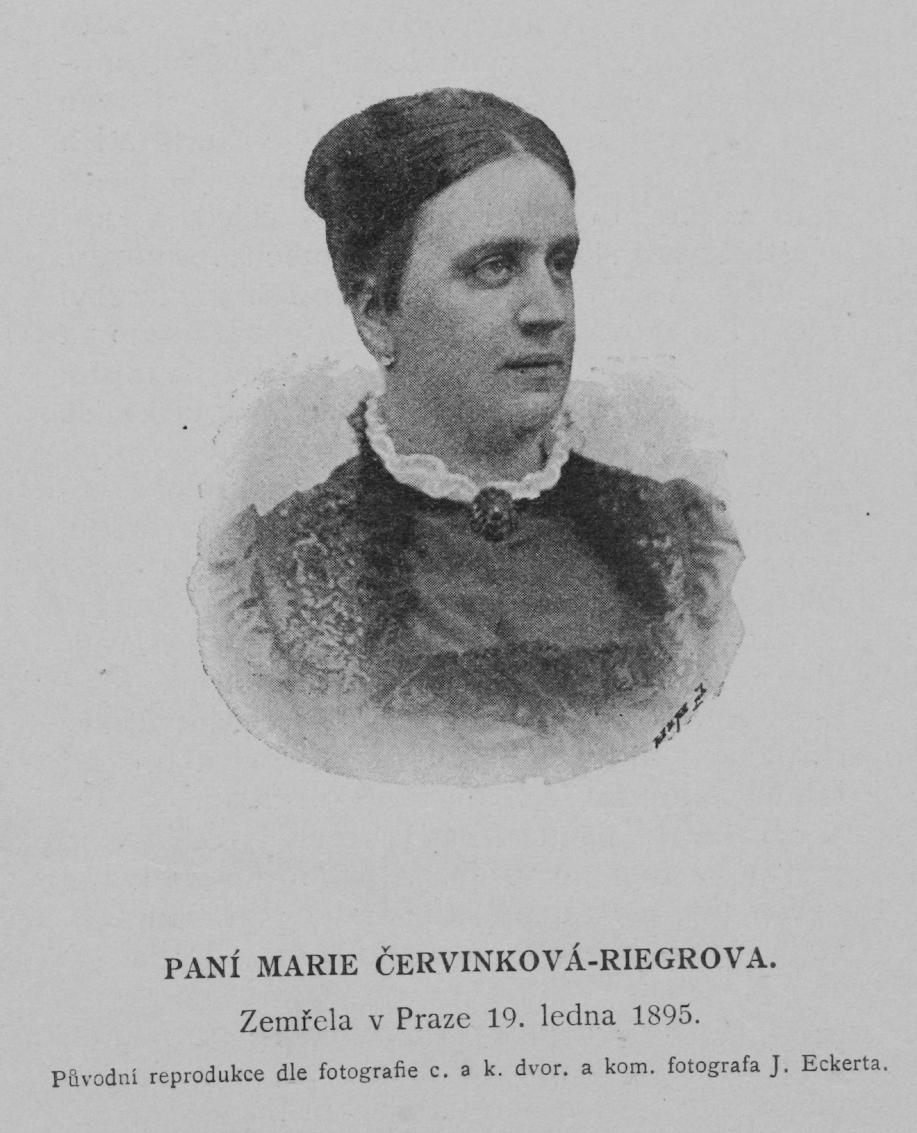
Marie Červinková-Riegrová († 1895)

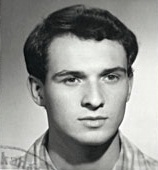
Jan Palach († 1969)

- 1652 – Vilém Slavata z Chlumu a Košumberka, šlechtic, karlštejnský purkrabí a český královský místodržící (* 1. prosince 1572)
- 1830 – Václav Tomáš Matějka, hudební skladatel a kytarista (* 1773)
- 1850 – František Vetešník, kněz, národní buditel, spisovatel (* 1. listopadu 1784)
- 1895 – Marie Červinková-Riegrová, spisovatelka a libretistka (* 9. srpna 1854)
- 1896 – Václav František Červený, výrobce hudebních nástrojů (* 27. září 1819)
- 1905 – Martin Zaus, varhanář (* 20. května 1861)
- 1910 – Otakar Hostinský, estetik, teoretik hudby a divadla (* 2. ledna 1847)
- 1917 – Kliment Čermák, učitel, amatérský historik, archeolog a numismatik (* 1. dubna 1852)
- 1927 – Leopold Katz, advokát a mecenáš umění (* 29. září 1854)
- 1929
  - František Herites, básník a spisovatel (* 27. února 1851)
  - František Hovorka, varhaník, sbormistr, hudební skladatel a pedagog (* 12. srpna 1881)
- 1934 – Josef Vejnar, lékař a fotograf (* 5. prosince 1867)
- 1950 – Jan Rous, kronikář (* 23. srpna 1869)
- 1959 – Jaroslav Milbauer, profesor chemické technologie, rektor Českého vysokého učení technického (* 1. února 1880)
- 1964 – Josef Adámek, politik (* 25. března 1881)
- 1966 – Josef Klement Zástěra, hudební skladatel a spisovatel (* 27. dubna 1886)
- 1969 – Jan Palach, student, který na protest proti okupaci Československa armádami Varšavské smlouvy spáchal sebevraždu upálením (* 11. srpna 1948)
- 1973 – Jaroslav Hrbek, legionář a generál (* 9. července 1892)
- 1978 – Bohuslav Brouk, psychoanalytik, filosof, spisovatel, básník a publicista (* 19. listopadu 1912)
- 1985 – Stanislav Kovář, grafik (* 11. června 1921)
- 1989 – Václav Kejř, nejvyšší představitel Českobratrské církve evangelické (* 15. října 1904)
- 1991 – Františka Pecháčková, spisovatelka (* 1. srpna 1904)
- 1998 – Tomáš Jungwirth, atlet – mílař (* 24. listopadu 1942)
- 1999 – Vladimír Vařecha, filolog, překladatel a pedagog (* 9. srpna 1917)
- 2004 – Mirko Vosátka, spisovatel, přírodovědec, skaut a vychovatel (* 27. listopadu 1911)
- 2006 – Miroslav Houra, ilustrátor, pedagog, grafik, malíř, typograf (* 3. srpna 1933)
- 2007 – Josef Týfa, typograf a písmař (* 5. prosince 1913)
- 2010 – Soňa Zejdová, baletní sólistka (* 29. července 1964)
- 2011 – Antonín Kubálek, klavírista (* 5. listopadu 1935)
- 2012 – Štěpán Vlašín, literární kritik a historik (* 23. prosince 1923)
- 2021 – Zdeněk Sternberg, potomek šlechtického rodu, majitel hradu Český Šternberk (* 15. srpna 1923)

### Svět

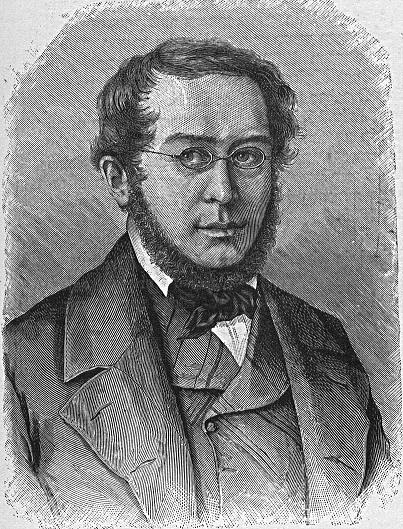
Pierre-Joseph Proudhon († 1865)

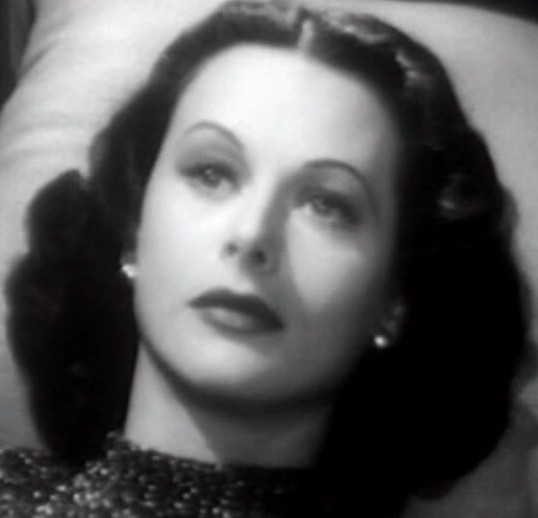
Hedy Lamarrová († 2000)

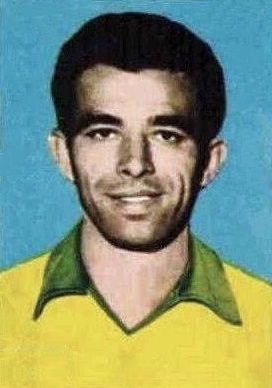
Vavá († 2002)

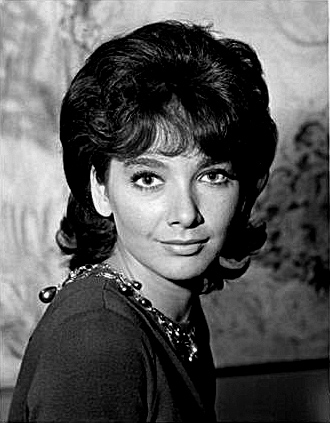
Suzanne Pleshette († 2008)

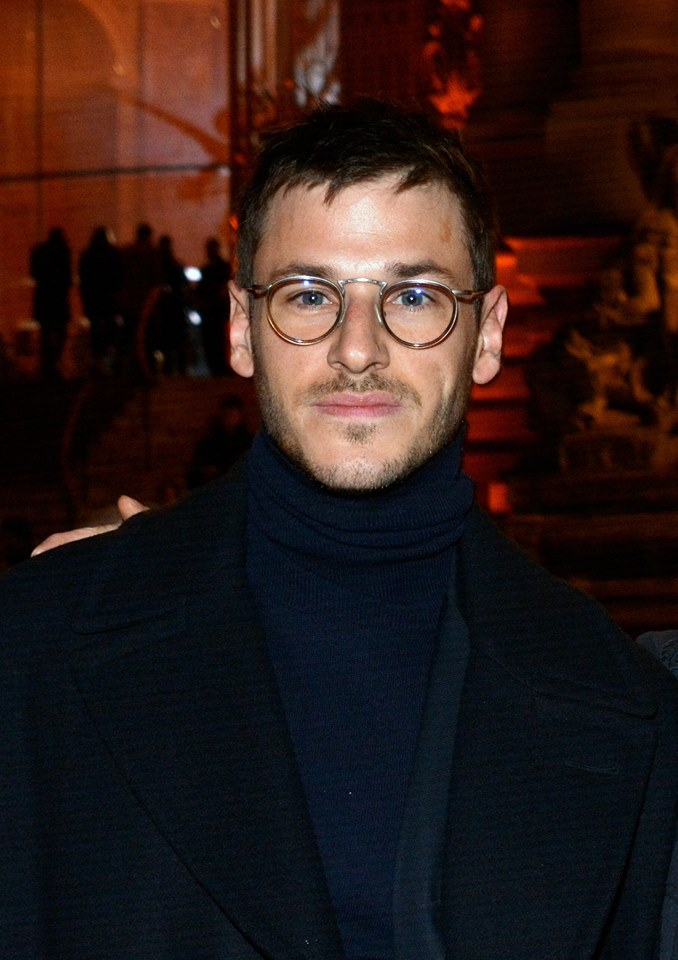
Gaspard Ulliel († 2022)

- 0639 – Dagobert I., král Franků (* 603)
- 1305 – Roger de Lauria, italský admirál (* 1250)
- 1491 – Dorotea Braniborská, meklenburská vévodkyně a braniborská princezna (* 9. února 1420)
- 1526 – Isabela Habsburská, královna švédská, norská a dánská jako manželka Kristiána II. (* 1501)
- 1547 – Henry Howard, anglický básník (* 1517)
- 1570 – Paris Bordone, italský malíř (* 5. července 1500)
- 1576 – Hans Sachs, německý meistersinger (* 5. listopadu 1494)
- 1629 – Abbás I. Veliký, perský šáh (* 1571)
- 1720 – Eleonora Magdalena Falcko-Neuburská manželka císaře Leopolda I. (* 6. ledna 1655)
- 1740 – Michele Gabellone, italský hudební skladatel a pedagog (* listopad 1692)
- 1753 – Marie Terezie z Lichtenštejna, knížecí princezna a šlechtična (* 28. prosince 1721)
- 1765 – Johan Agrell, švédský hudební skladatel a kapelník (* 1. února 1701)
- 1785 – Zaharije Orfelin, srbský spisovatel, básník a historik (* 1726)
- 1804 – Paul Kray von Krajova und Topollya, rakouský vojevůdce (* 5. února 1735)
- 1865
  - Clementina Hawarden, britská portrétní fotografka (* 1. června 1822)
  - Pierre-Joseph Proudhon, francouzský socialistický myslitel (* 1809)
- 1869 – Karel Reichenbach, německý přírodovědec, průmyslník a filozof činný v Moravském krasu (* 12. února 1788)
- 1874 – August Heinrich Hoffmann von Fallersleben, německý básník (* 2. dubna 1798)
- 1878 – Henri Victor Regnault, francouzský chemik, fyzik a fotograf (* 21. července 1810)
- 1879 – Émilie Evershedová, francouzská básnířka (* 1800)
- 1906 – Bartolomé Mitre, argentinský politik (* 1821)
- 1907 – Jan Wjela, lužickosrbský spisovatel (* 8. ledna 1822)
- 1918 – Arthur Batut, francouzský fotograf (* 9. února 1846)
- 1925 – Marie Bavorská, bavorská princezna a poslední královna obojí Sicílie (* 4. října 1841)
- 1927
  - Charlotta Belgická, mexická císařovna (* 7. června 1840)
  - Georg Brandes, dánský myslitel a literární kritik (* 4. ledna 1842)
- 1930 – Frank Ramsey, britský matematik (* 22. února 1903)
- 1938 – Branislav Nušić, srbský spisovatel a diplomat (* 1864)
- 1942 – Robert Manzer, český houslista a dirigent (* 14. ledna 1877)
- 1948 – Jozef Škultéty, slovenský literární kritik (* 1853)
- 1949 – Benedicte Wrensted, dánská fotografka (* 10. února 1859)
- 1952 – Maxmilián Evžen Rakouský, rakouský arcivévoda a bratr císaře Karla I. (* 1895)
- 1956 – Nikolaj Panin, ruský krasobruslař, olympijský vítěz z roku 1908 (* 8. ledna 1872)
- 1962 – Džunjú Kitajama, japonský lingvista a spisovatel (* 29. ledna 1902)
- 1967
  - Taavi Tamminen, finský zápasník, mistr světa (* 10. března 1889)
  - Kazimierz Funk, polský vědec, objevitel vitamínu B1 (* 23. února 1884)
- 1975
  - Thomas Hart Benton, americký malíř (* 15. dubna 1889)
  - Kazimierz Wyka, literární historik, kritik a politik (* 19. března 1910)
- 1980 – Pavol Braxatoris, slovenský libretista, textař a jeden ze zakladatelů slovenské operety (* 4. února 1909)
- 1982
  - Semjon Kuzmič Cvigun, sovětský armádní generál, spisovatel a scenárista (* 28. září 1917)
  - Sándor Haraszti, maďarský novinář a politik (* 18. listopadu 1897)
- 1983 – šimpanz Ham, první hominid ve vesmíru (* 1956)
- 1985 – Eric Voegelin, německo-americký politický filosof (* 3. ledna 1901)
- 1987 – Lawrence Kohlberg, americký psycholog (* 1927)
- 1988 – Jevgenij Mravinskij, ruský dirigent (* 4. června 1903)
- 1990
  - Osho, indický duchovní učitel, mystik a guru (* 11. prosince 1931)
  - Alexandr Pečerskij, ruský organizátor a vůdce úspěšného útěku židů ze Sobiboru (* 22. února 1909)
- 1996 – Anton Myrer, americký spisovatel (* 3. listopadu 1922)
- 1998 – Carl Perkins, americký zpěvák a kytarista (* 9. dubna 1932)
- 1999 – Roderick Chisholm, americký filozof (* 27. listopadu 1916)
- 2000
  - Bettino Craxi, italský sociálnědemokratický politik. (* 24. února 1934)
  - Hedy Lamarrová, rakousko-americká herečka (* 9. listopadu 1913)
- 2001 – Marián Gallo, slovenský herec (* 6. června 1928)
- 2002 – Vavá, brazilský fotbalista (* 12. listopadu 1934)
- 2005 – Anita Kulcsárová, maďarská házenkářka (* 2. října 1976)
- 2007 – Hrant Dink, turecký novinář a redaktor arménského původu (* 15. září 1954)
- 2008 – Suzanne Pleshette, americká herečka (* 31. ledna 1937)
- 2010 – Avraham Suckever, židovský básník (* 15. července 1913)
- 2012 – Winston Riley, jamajský hudební producent a zpěvák (* 14. května 1943)
- 2013 – Steve Knight, americký hráč na klávesové nástroje (* 12. května 1935)
- 2015 – Karl H. Pribram, americký neurochirurg a myslitel (* 25. února 1919)
- 2018 – Ferdinand Knobloch, psychiatr (* 15. srpna 1916)
- 2020 – Jimmy Heath, americký saxofonista (* 25. října 1926)
- 2022
  - Hans-Jürgen Dörner, východoněmecký fotbalista (* 25. ledna 1951)
  - Gaspard Ulliel, francouzský herec (* 25. listopadu 1984)

## Svátky

### Česko
- Doubravka, Doubrava
- Knut
- Sára
- Dionýsius

### Liturgický kalendář
- Zjevení Páně čili křest Pána našeho Ježíše Krista (jinak též: Bohozjevení, Theofanie, Богоявление); velký svátek (z dvanáctera)
- Sv. Marius a Marta
- Agritius z Trevíru

## Pranostiky

### Česko
- Na svatého Knuta přichází zima krutá.
- Je-li na svatého Kanuta teplý den, urodí se hodně obilí.

| 19. leden v pražském KlementinuÚdaje jsou platné k 11. 3. 2025. | 19. leden v pražském KlementinuÚdaje jsou platné k 11. 3. 2025. | 19. leden v pražském KlementinuÚdaje jsou platné k 11. 3. 2025. |
| minimum                                                         | denní průměr                                                    | maximum                                                         |
| --------------------------------------------------------------- | --------------------------------------------------------------- | --------------------------------------------------------------- |
| −19,0 °C (1942)                                                 | −0,8 °C (od 1961)                                               | 15,1 °C (2007)                                                  |